# عساف أبو رحال
عساف أبو رحال (1955 - 2010) كان صحفي لبناني مخضرم، قُتل على يد الجيش الإسرائيلي خلال اشتباك الحدود بين إسرائيل ولبنان عام 2010.
بحسب مراسلون بلا حدود، كان أبو رحال أول صحفي لبناني يقتل منذ عام 2006 عندما اشتبكت القوات اللبنانية والإسرائيلية،  وكان واحداً من خمسة أشخاص قتلوا في الحادث، وكان الصحفي الوحيد الذي قُتل.

## حياته

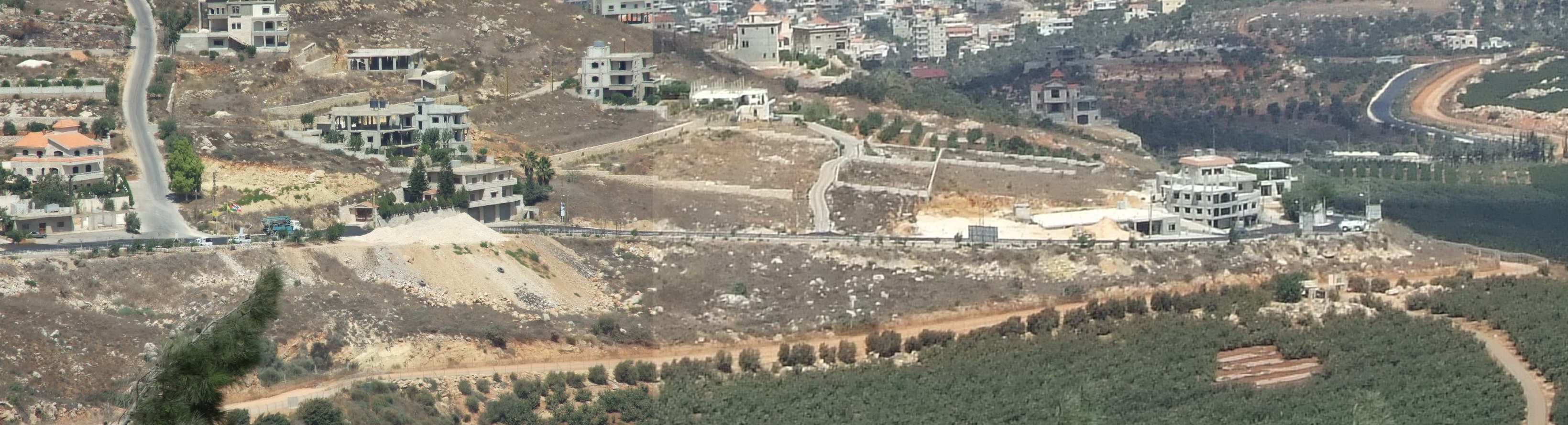
قرية عديسة الحدودية اللبنانية، كما يُرى من مسغاف أم، إسرائيل.

ولد عساف في كفير في قضاء حاصبيا في لبنان، وكان متزوج وأب لثلاثة قتل برصاص الجيش الإسرائيلي في قرية العديسة، بينما كان يكتب تقريراً لصحيفته،  أقيمت الذكرى الثانية لمقتله في قرية العديسة.

## مهنته
عمل أبو رحال في حيفة الأخبار اليومية لأربع سنوات حيث كان يغطي جنوب لبنان،  وقبل ذلك كان صحفيًا في صحيفة المستقبل، وهي صحيفة عربية يومية، وكان يكتب في بعض الأحيان لمجلةشعون الجنوب.

## مقتله
بدأ النزاع بين لبنان وإسرائيل في حوالي 3 أغسطس 2010  تدخلت قوات الأمم المتحدة لوقف النزاع المسلح،  وكان هذا أول حادث مسلح منذ حرب لبنان عام 2006 وانتهاكًا لقرار الأمم المتحدة رقم 1701 لمنع حدوث مزيد من الصراع.
إجمالاً قُتل ضابط إسرائيلي وثلاثة جنود لبنانيين والصحفي اللبناني عساف أبو رحال في الحادث، بالإضافة إلى إصابة ضابط إسرائيلي وجرح أربعة جنود على الجانب اللبناني ومراسل التلفزيون اللبناني شعيب.

## ردود الأفعال
أدانت إيرينا بوكوفا المدير العام لمنظمة اليونسكو مقتل أبو رحال وقالت: «إنني أشعر بقلق بالغ إزاء الظروف التي تم فيها قتل عساف أبو رحال وإصابة زميله علي شعيب بجروح... أود التأكيد كذلك على أن حرية التعبير، وهي حق أساسي من حقوق الإنسان، تنطوي على إمكانية ممارسة هذا الحق في أمان. القوات المسلحة ملزمة باحترامها.» 
أدانت نقابة المصورين اللبنانيين ومؤسسة مهارات الهجوم،  وقالت مراسلون بلا حدود ومقرها فرنسا إن مقتل أبو رحال كان «خطأ عسكري إسرائيلي».
قال رئيس تحرير الأخبار عمر نشابي، «من غير المقبول على الإطلاق أن يتم استهداف وقتل مدني وصحفي مكرس وزوج وأب بينما المجتمع الدولي وقوات الأمم المتحدة [في جنوب لبنان] يقفون مكتوفي الأيدي».

## صحفيون آخرون قتلوا على الحدود
وفقًا للجنة حماية الصحفيين التي تتخذ من نيويورك مقراً لها، توفي الصحفيون اللبنانيون والإسرائيليون التاليون على طول الحدود الإسرائيلية اللبنانية بالإضافة إلى عساف أبو رحال:
- أحمد حيدر من المنار في عام 1993 [13]
- إيلان روه من الراديو الإسرائيلي في عام 1999.[14]
- ليال نجيب، مصور مستقل، في النزاع الحدودي في عام 2006.[15]

## روابط خارجية
- انظر الصورة هنا:
- صورة الجسد هنا: